# アラン・コックレル
アトリー・アラン・コックレル（Atlee Alan Cockrell, 1962年12月5日 - ）はアメリカ合衆国カンザス州カンザスシティ出身の元プロ野球選手（外野手）、野球指導者。右投右打。

## 経歴
1981年のMLBドラフト8巡目（全体186位）でトロント・ブルージェイズから指名されたが、この時は契約せずにテネシー大学へ進学した。大学時代はフットボールのQBとしても将来を嘱望されていた。
1984年のMLBドラフト1巡目（全体9位）でサンフランシスコ・ジャイアンツから指名され、プロ入り。
13年間もの長いマイナー暮らしの後、1996年9月7日にコロラド・ロッキーズでメジャーデビュー。メジャー成績は9試合に出場して打率.250、2打点である。1997年に台湾でプレーしたのを最後に現役を引退した。
引退後は打撃コーチとなり、ロッキーズ（2007年 - 2008年）、シアトル・マリナーズ（2009年 - 2010年）、ニューヨーク・ヤンキース（2016年 - 2017年）を渡り歩いた。ヤンキースではアーロン・ジャッジを指導し、才能を開花させた。

## 詳細情報

### 背番号
- 44（1996年）
- 6（1997年）
- 58（2007年 - 2008年）
- 47（2009年 - 2010年）
- 62（2016年 - 2017年）